# 강의

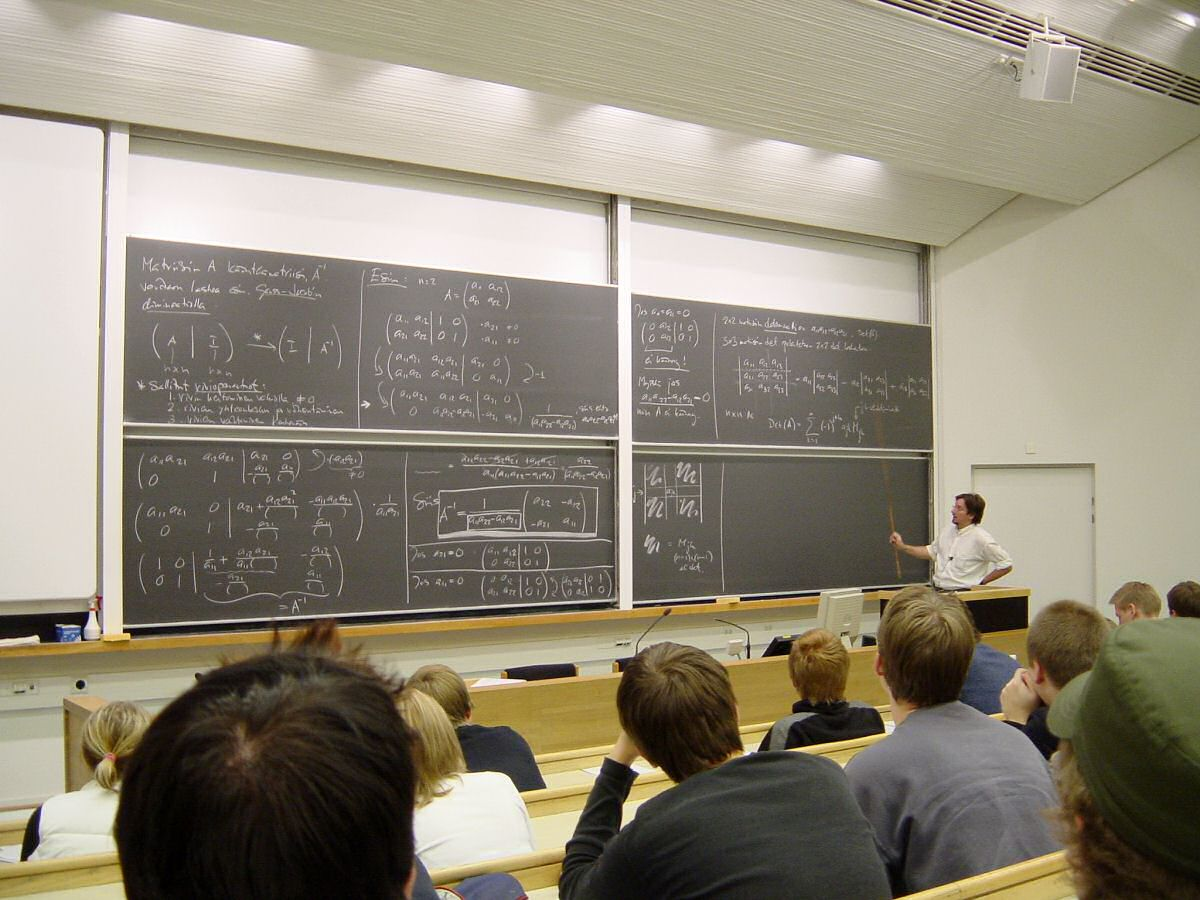
헬싱키 기술 대학교의 선형 대수학 강의

강의(講義, lecture)는 이를테면 종합 대학교나 단과 대학에서 사람들에게 특정한 과목에 대해 가르치거나 정보를 제시하기 위한 구술 프레젠테이션이다. 강의는 중요한 정보, 역사, 배경, 이론, 그리고 평형을 전달하는 데 쓰인다. 정치인의 연설, 목사의 설교, 심지어는 사업가의 판매 발표에 이르기까지 강의의 형식과 비슷한 점이 있다. 보통, 강의하는 사람은 방 앞에서 서 있으며 강의의 내용에 관련된 정보를 이야기한다.

## 같이 보기
- 온라인 강의